# Molva molva
Molva molva là một loài cá thuộc họ Cá tuyết sông. Loài cá biển này có môi trường sống ở khu vực Đại Tây Dương và có thể được tìm thấy xung quanh Iceland, quần đảo Faroe, British Isles, bờ biển Bắc Âu và đôi khi xung quanh Newfoundland. Loài cá này có cơ thể thon thả dài có thể đạt chiều dài lên đến 2 mét; ở tuổi trưởng thành, nó thường sinh sống ở biểu sâu, phần nhiều thời gia trong đời sống của chúng ở độ sâu từ 100 m trở lên trong khi cá non ở chỗ nông hơn.